# À trois on y va
Pour plus de détails, voir Fiche technique et Distribution.
À trois on y va est une comédie romantique française réalisée par Jérôme Bonnell et sortie en 2015.

## Synopsis
Charlotte et Michel, dit Micha sont jeunes et amoureux. Ils viennent de s’acheter une maison près de Lille pour y filer le parfait amour. Mais depuis quelques mois, Charlotte trompe Micha avec Mélodie. Sans rien soupçonner, se sentant toutefois un peu délaissé, Micha trompe Charlotte à son tour, mais avec Mélodie aussi. Pour Mélodie, c’est le vertige. Complice du secret de chacun. Amoureuse des deux en même temps.

## Fiche technique
Sauf indication contraire, les informations mentionnées dans cette section peuvent être confirmées par la base de données cinématographiques IMDb,  présente dans la section « Liens externes ».
- Titre : À trois on y va
- Titre international : All About Them
- Réalisation : Jérôme Bonnell
- Scénario : Jérôme Bonnell et Maël Piriou
- Musique : Mike Higbee
- Photographie : Pascal Lagriffoul
- Montage : Julie Dupré
- Costumes : Carole Gérard
- Décors : Eugénie Collet et Florence Vercheval
- Producteurs : Édouard Weil et Geneviève Lemal
- Production : Rectangle Productions, Wild Bunch, Scope Pictures et France 3 Cinéma, en association avec la SOFICA Cinémage 9
- Distribution : Wild Bunch Distribution
- Pays d’origine :  France et  Belgique
- Genre : comédie romantique
- Durée : 86 minutes
- Dates de sortie : 
  - France : 25 mars 2015
- Classification :
  - France : tous publics[1]
  - Visa d'exploitation no 139283 (CNC)

## Distribution
- Anaïs Demoustier : Mélodie
- Félix Moati : Michel « Micha »
- Sophie Verbeeck : Charlotte
- Patrick d'Assumçao : William
- Olivier Broche : un prévenu
- Laure Calamy : une prévenue
- Hannelore Cayre : la présidente du tribunal
- Claire Magnin : Maître Courtois
- Marcelle Fontaine : la substitut
- Caroline Baehr : tante Estelle
- Jean-Jacques Rausin : l'ivrogne

## Distinctions

### Récompenses
- Festival du film de Cabourg 2015 :
  - Swann d’Or de la meilleure actrice pour Anaïs Demoustier
  - Prix Premier rendez-vous pour Sophie Verbeeck

### Nominations
- Prix Lumière 2016 :
  - Meilleur espoir masculin pour Félix Moati
  - Meilleur espoir féminin pour Sophie Verbeeck
- César 2016 : César du meilleur espoir masculin pour Félix Moati